# Ulmus propinqua
Ulmus propinqua  es una especie de árbol perteneciente a la familia Ulmaceae. Es originaria de Asia. Algunos autores la consideran un sinónimo de Ulmus davidiana var. japonica (Rehder) Nakai.

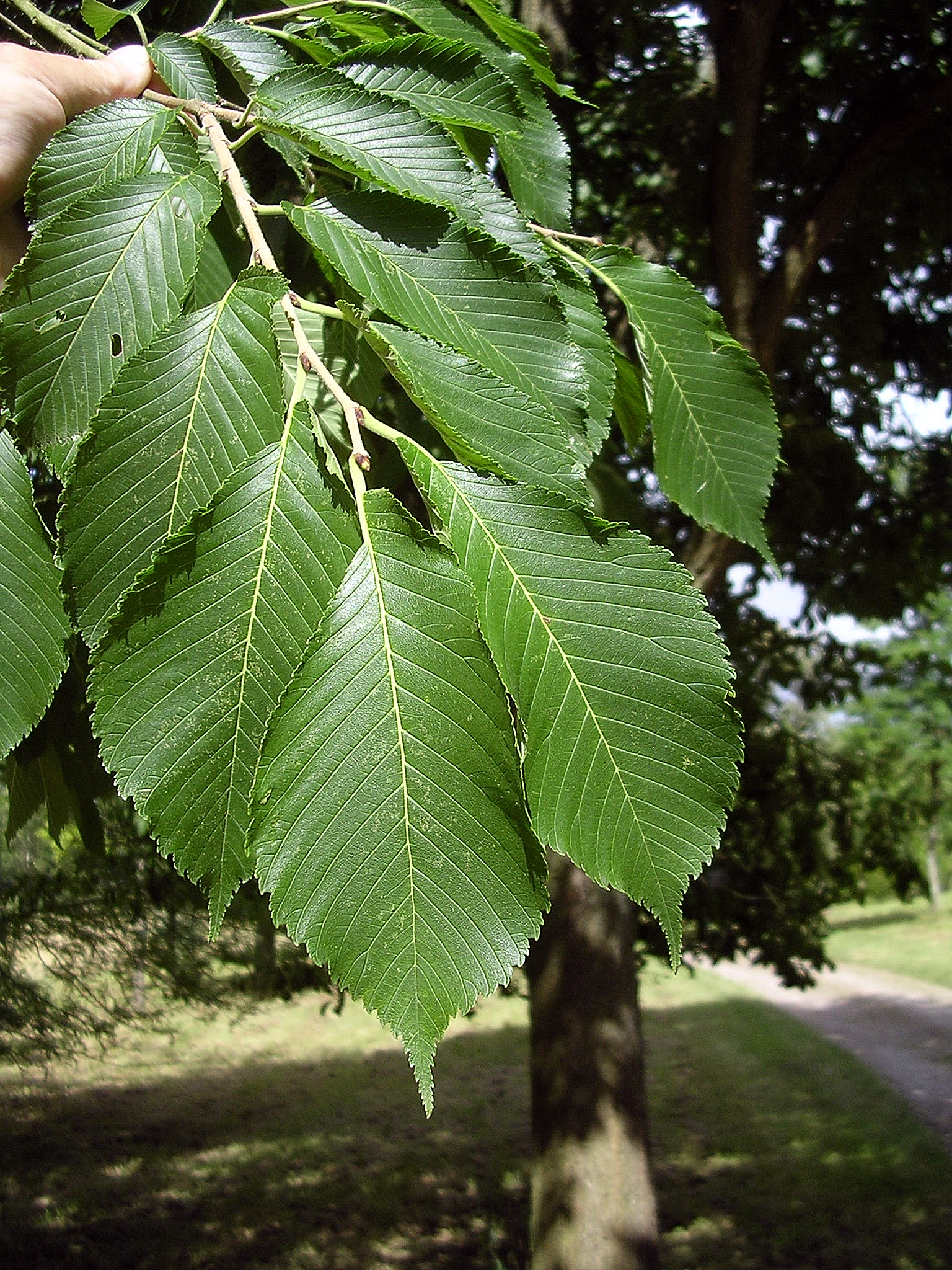
Detalle de las hojas.

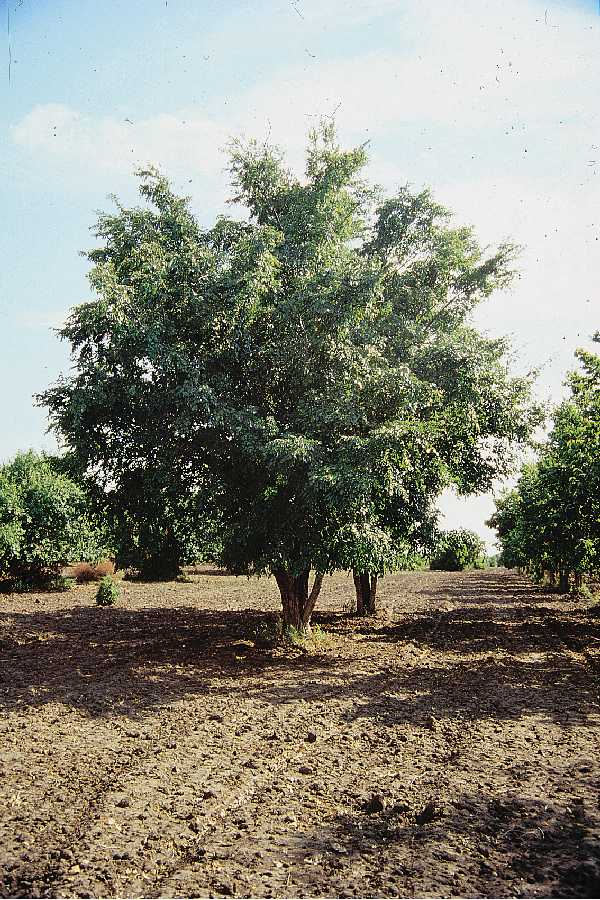
Vista del árbol

## Descripción
Ulmus propinqua es un árbol o arbusto que alcanza un tamaño de 15 m de altura, y 30 cm de diámetro, de hoja caduca. Corteza negruzca agrietada longitudinalmente. Ramas pubescentes cuando jóvenes, glabrescentes o ± pubescente, a veces con una capa irregular fisurada longitudinalmente de corcho. Yemas de invierno ovoides; las escamas pubescentes en parte. Pecíolo 5-10 (-17) mm, pubescentes; limbo obovadas a obovado-elípticas, de 4-9 (-10) × 1.5-4 (-5.5) cm, envés densamente pubescentes cuando jóvenes pero glabrescentes con pelos sólo con mechón insertado en axila de las venas, adaxialmente, escasamente hirsutas cuando joven, pero glabrescentes, base oblicua margen doblemente aserrado, el ápice acuminado a caudado-acuminado, 12-22 nervios secundarios a cada lado del nervio central. Inflorescencias en cimas fasciculadas en ramillas del segundo año. Perianto glabro, 4-lobulado. Sámaras glabras.

## Distribución y hábitat
Se encuentra en las pendientes, los humedales cercanos a los arroyos, valles, debajo de 2300 metros en Anhui, Gansu, Hebei, Heilongjiang, Henan, Hubei, Jilin, Liaoning, Mongolia Interior, Ningxia, Qinghai, Shaanxi, Shandong, Shanxi, Zhejiang, Japón, Corea, Mongolia, Rusia (Lejano Oriente, Siberia).

## Taxonomía
Ulmus propinqua fue descrita por Gen-Iti Koidzumi y publicado en Botanical Magazine 44: 95. 1930.
Etimología
Ulmus: nombre genérico que es el nombre antiguo clásico para este árbol, con el nombre común en inglés de "elm" del que derivan muchos nombres europeos.
propinqua: epíteto latino que significa "cercano, relacionado".
Sinonimia
- Ulmus campestris var. japonica Rehder
- Ulmus davidiana var. levigata (C.K. Schneid.) Nakai
- Ulmus davidiana f. suberosa Nakai
- Ulmus japonica (Rehder) Sarg.
- Ulmus japonica var. levigata C.K. Schneid.
- Ulmus davidiana var. japonica (Rehder) Nakai
- Ulmus wilsoniana C.K. Schneid.
- Ulmus wilsoniana var. psilophylla C.K. Schneid.[5]